# Secteur défensif d'Altkirch

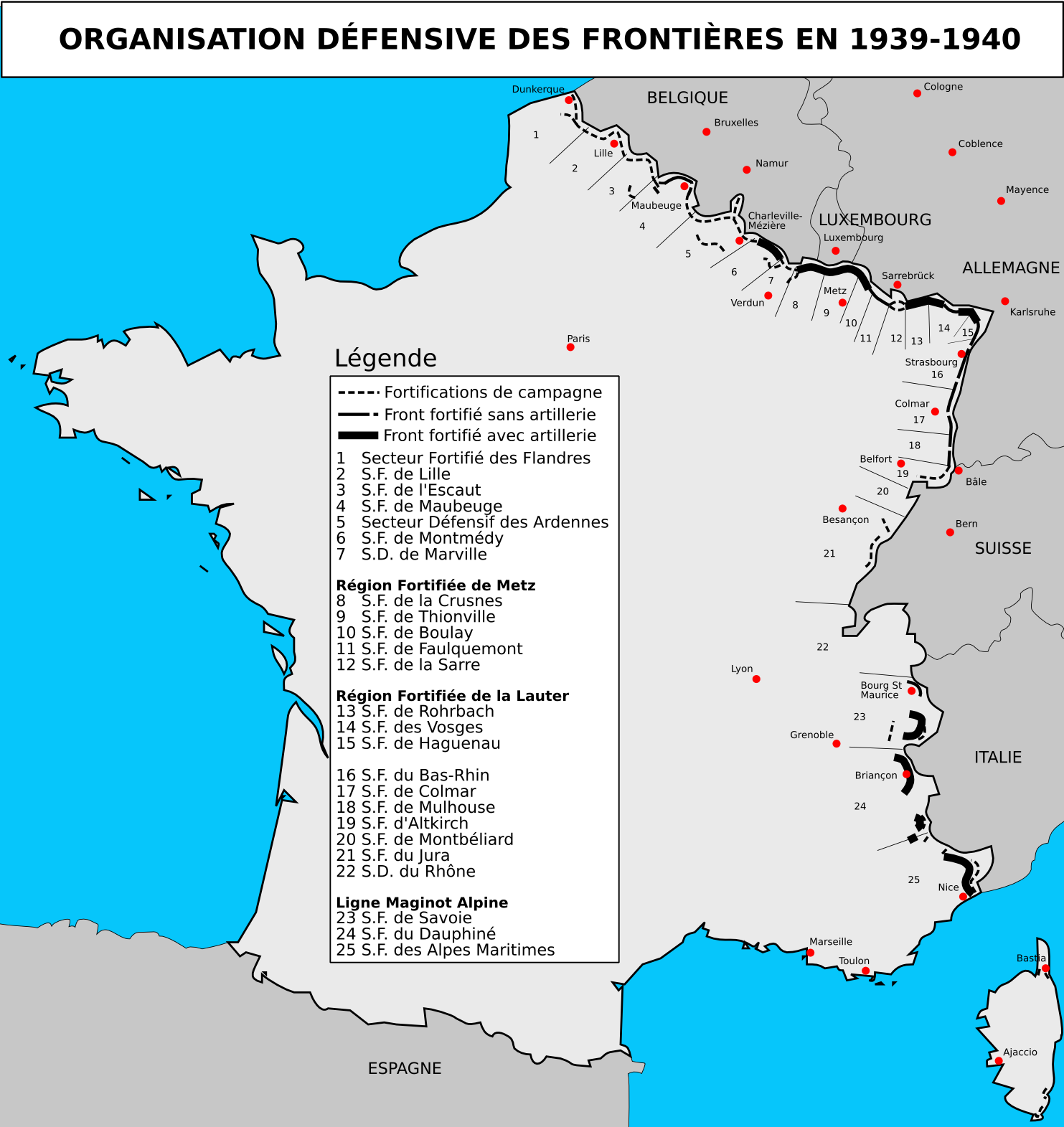
Carte de l'organisation en secteurs de la ligne Maginot.

Le secteur défensif d'Altkirch, puis secteur fortifié d'Altkirch, est une partie de la ligne Maginot, situé entre le secteur fortifié de Mulhouse au nord et le secteur défensif de Montbéliard au sud-ouest.
Il forme une ligne allant du Rhin à la frontière franco-suisse dans le massif du Jura, en couvrant la ville d'Altkirch et en évitant celle de Bâle, de Sierentz à Oberlarg (dans le Haut-Rhin). Les fortifications de ce secteur sont composées essentiellement de casemates d'infanterie.
Pour un article plus général, voir Ligne Maginot.

## Organisation et unités

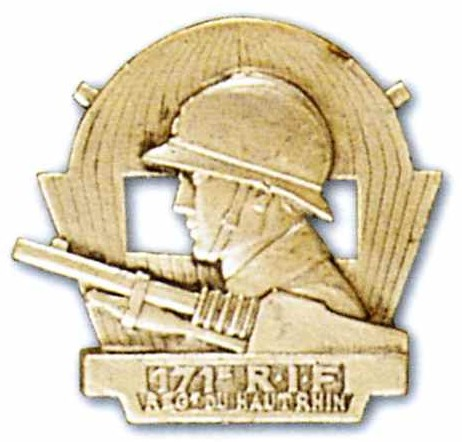
Insigne du RIF.

D'abord sous commandement de la 7e région militaire (QG à Besançon) jusqu'à la déclaration de guerre, le secteur alors change de nom (passant de secteur défensif à secteur fortifié) et se retrouve sous commandement de la 8e armée : à partir du 16 mars 1940 il est sous l'autorité du 44e corps d'armée de forteresse (qui coiffe aussi le secteur fortifié de Montbéliard et la place de Belfort), renforcé par la 67e division d'infanterie (de réserve, série B).
Le secteur est composé de deux sous-secteurs, avec les unités suivantes comme équipages des casemates ainsi que comme troupes d'intervalle stationnées entre ceux-ci après la mobilisation :
- sous-secteur de Franken, confié au 171e RIF (régiment d'infanterie de forteresse) ;
- sous-secteur de l'Ill (Durmenach), confié au 12e RIF.

L'artillerie de soutien du secteur est composée d'une partie du 159e régiment d'artillerie de position (troisième groupe : six canons de 75 mm modèle 1897/1933, huit canons de 75 mm modèle 1897, quatre canons de 155 mm C 1915 Saint-Chamond et quatre canons de 155 mm L modèle 1877 de Bange. Quatrième groupe : huit canons de 75 mm modèle 1897/1933 et huit canons de 155 mm L modèle 1877 de Bange).

## Composants
Pour prévenir une attaque allemande par la Suisse, la Commission d'organisation des régions fortifiées (CORF) avait envisagé en 1926 la construction d'une région fortifiée puissante de la rive du Rhin jusqu'au massif du Jura, en avant de la place de Belfort ; l'hypothèse étant jugée peu plausible, la construction fut repoussée à plus tard, puis abandonnée. Le projet ressort en 1934 (avec quatre gros ouvrages d'artillerie, à Stetten, Ranspach-le-Haut, Trois-Maisons et sur le Glaserberg, six petits ouvrages d'infanterie, à Uffheim, Stetten, Helfrantzkirch, Ranspach-le-Haut, Bettlach et Oltingue, et 68 casemates), mais il est aussitôt ajourné. La remilitarisation de la Rhénanie (le 7 mars 1936) par les Allemands entraine la construction en Haute-Alsace à partir de la fin 1936 d'une ligne de casemates en arc-de-cercle à douze kilomètres autour de Bâle (le traité de Paris de 1815 interdit toute fortification à moins de trois lieues de la ville).
Au nord, la ligne est composée de 32 casemates STG d'infanterie, qui sont couvertes en flanquement par cinq casemates STG d'artillerie (chacune avec deux créneaux pour canons de 75 mm modèle 1897/1933).
Au sud, après les positions d'artillerie du Willerhof, de Breitenhaag, de l'Eichwald et du Strengwald (huit emplacements pour 155 mm L modèle 1916, quatre emplacements pour 240 mm Saint-Chamond modèle 1884 et 9 abris pour les servants) destinés à tirer sur les ponts d'Huningue et de Bâle, la position s'appuie sur le Glaserberg (massif montagneux à Winkel, au sud de Ferrette, couvert par une forêt), où sont construits 47 constructions MOM (29 achevées en 1940) : 11 blockhaus, deux coupoles de mitrailleuses, deux observatoires et 14 abris.

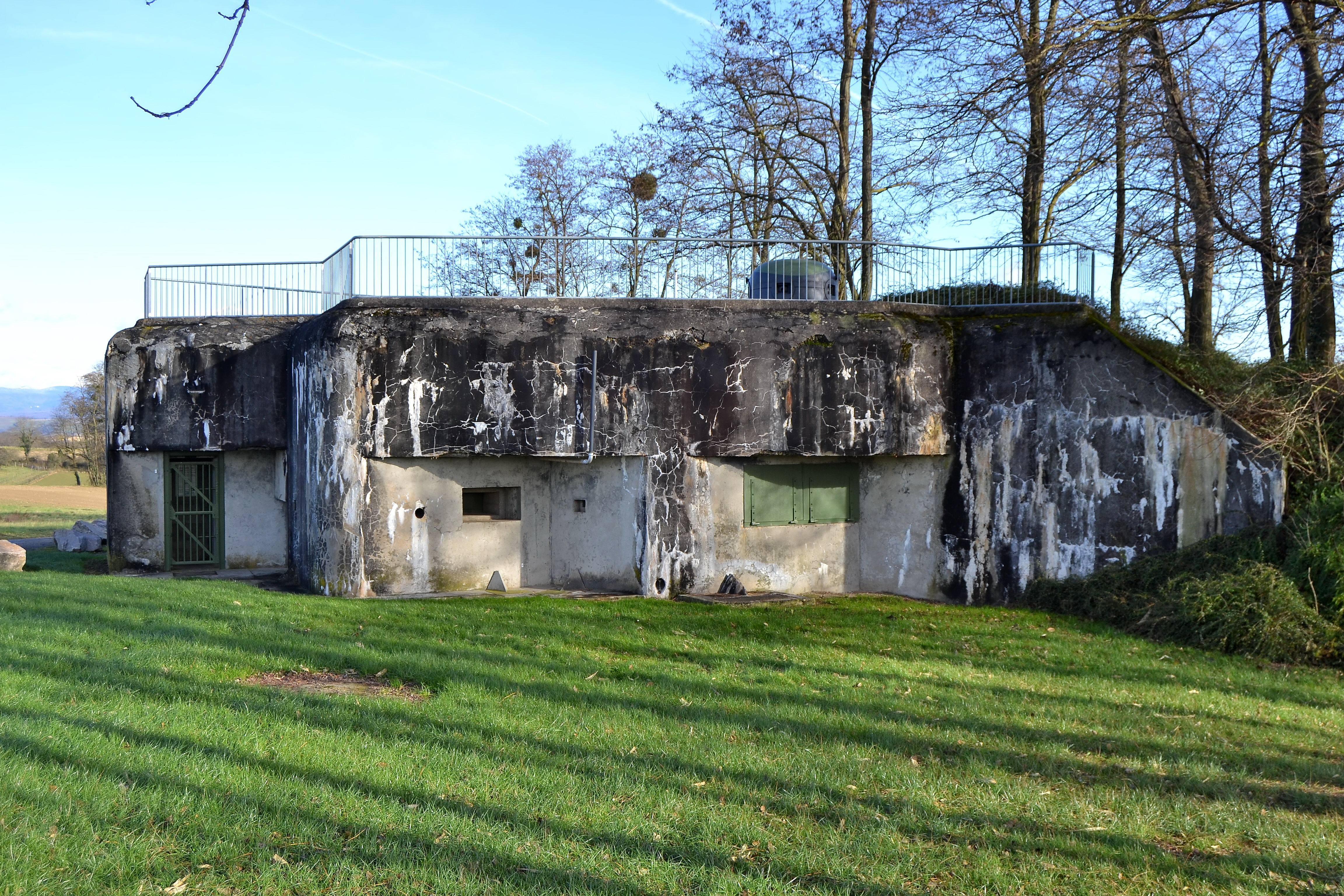
Casemate STG de l'Aschenbach.

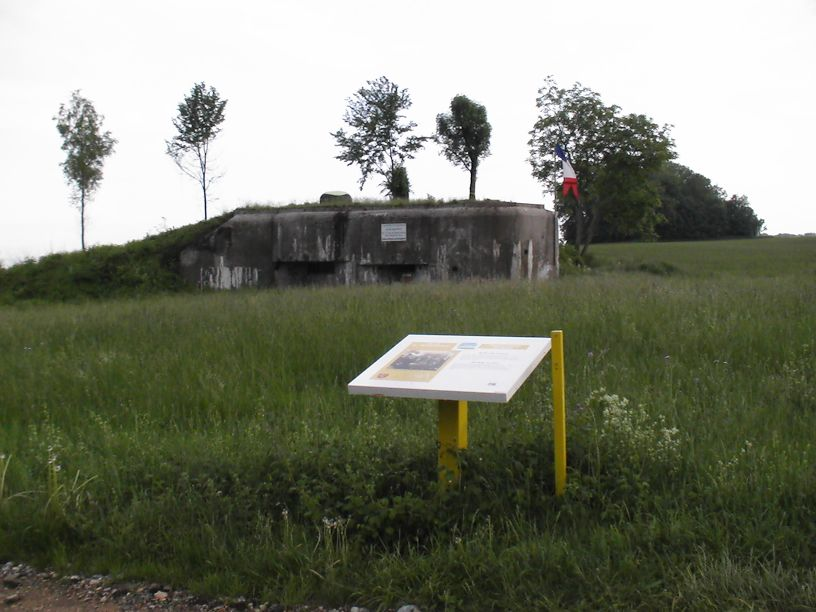
Casemate STG des Vernes.

Casemates d'artillerie
- Uffheim Nord-Est
- Uffheim Nord-Ouest
- Hôpital
- Breitenhaag
- Bettlach
- Oltingue
- Raedersdorf

Casemates d'infanterie
- Hardt Ouest
- Sauruntz
- Chemin Creux
- Sierentz voie ferrée Est
- Sierentz voie ferrée Ouest
- Haselberg
- Casemate de l'Aschenbach
- Casemate des Vernes
- Stetten
- Tapfelbaum
- Helfranzkirch Nord-Ouest
- Trois Maisons Nord
- Rauspach Nord
- Rauspach Sud
- Côte 445
- Monument
- Coupole de Knoeringen
- Knoeringen Est
- Knoeringen Sud-Est
- Willerbach
- Tiefenbach Nord
- Tiefenbach Sud
- Calvaire
- Breitenhaag
- Cesarhof Nord
- Cesarhof Sud
- Strengwald Nord
- Strengwald Sud
- Bettlach
- Bettlach Nord
- Bettlach Sud
- Raedersdorf
- Brochritty Est
- Brochritty Sud
- Gebirgsmatte Nord
- Gebirgsmatte Sud
- Blochmont Est
- Blochmont Centre
- Blochmont Ouest
- Steiner Nord
- Hornis Est
- Châlet
- Glaserberg (C 1 à C 11)
- Grand Kohlberg Nord-Ouest
- Ravin
- Pfaffenloch Nord-Est
- Verrerie

Abri
- Pfaffenloch Nord

## Histoire
Au printemps 1940, une convention entre l'état-major suisse du général Guisan et son homologue français prévoit, dans l'hypothèse d'une attaque allemande en territoire suisse, que le 7e corps d'armée (13e DI et 27e DIA, avec la 2e brigade de spahis en couverture) de la 8e armée française soit envoyé pour faire la liaison avec l'aile gauche de l'Armée suisse au sud de Bâle,. Cet accord n'eut pas à être appliqué.